# Niels Peter Høeg Hagen
Pour les articles homonymes, voir Hagen.
Niels Peter Høeg Hagen (15 octobre 1877 - 15 novembre 1907) est un officier militaire danois, explorateur polaire et cartographe. 
Il a participé et a péri dans l'expédition du Danmark sur le Nioghalvfjerdsbrae, dans le nord-est du Groenland en 1906.